# Trambedrijf van het Bijbels Openlucht Museum van de Heilig Land Stichting
Het Trambedrijf van het Bijbels Openluchtmuseum van de Heilig Land Stichting is een voormalige tramlijn in het voormalige Bijbels Openlucht Museum, dat tegenwoordig het Museumpark Orientalis is.

## Voorgeschiedenis
Het Bijbels Openlucht Museum breidde zich vanaf de opening in 1911 gestaag uit op een terrein van circa 45 hectare. Gezien de oppervlakte van het terrein werd in 1980 door het bestuur het plan opgevat om het park voor ouderen en mindervaliden beter toegankelijk te maken. Hiertoe werd een 4 kilometer lange tramlijn gepland.

## Route
In eerste instantie werd een 1700 meter lang traject aangelegd. Naar later bleek, zou het bij dit traject blijven. De lijn werd op 7 april 1985 geopend voor publiek. De tramlijn werd aangelegd met de ongebruikelijke spoorwijdte van 1250 millimeter en was geheel enkelsporig. De stroomvoorziening geschiedde door middel van een derde rail.
- Route: Jericho - Sion - Nazaret - Kafarnaum - Tiberias - Jana - Jerusalem

Bij de eindhalte Jericho was een dubbelsporige loods aangelegd, waar de tramstellen werden gestald en onderhouden.

## Dienstuitvoering
In eerste instantie werd gedurende de openingsuren gereden, waarbij elk halfuur een tram vertrok.

## Materieel
Voor de tramlijn waren twee tramstellen aangeschaft bij bussenfabrikant Den Oudsten. Technisch kenden de tramstellen derhalve veel overeenkomsten met de destijds gebouwde bussen. Nadat de beide stellen op 22 juni en 6 juli 1984 werden afgeleverd in Nijmegen, werd door het plaatselijke bedrijf De Boer een onderstel onder de opbouw geplaatst. Het vierassige materieel kende elk twee tractiemotoren met een vermogen van 3 kWh onder 48 volt gelijkstroom, waarmee een maximale snelheid van 18 km/u werd behaald. Elk stel kende 24 zitplaatsen en 4 klapbankjes.

## Problemen
Zonder de mogelijkheid om elkaar te kruisen en met trage trams en langzaam in- en uitstappende passagiers kon de tram maar weinig rijden en kwam de dienstregeling soms in gevaar. In 1995 werd daarom besloten niet meer met een dienstregeling te rijden, maar op afroep.
De tramlijn stelde het Bijbels Openlucht Museum op de proef. De lijn diende voor het publiek weinig zichtbaar te zijn bij de verschillende museumobjecten om de illusie van het Nabije Oosten in stand te houden. Hierdoor ontstond een bochtig en steil tracé, met stijgingen tot wel 7 procent. Bij nat weer kon de tram zich alleen met een zandstrooier verplaatsen. Hierdoor kon de tram weer slecht contact maken met de rails, waardoor de spanning in de motor te hoog werd en de motor doorbrandde. De krappe bogen zorgden enkele malen voor ontsporingen. Uiteindelijk werd besloten het gedeelte tussen Jericho en Sion alleen nog op verzoek te berijden, dit om extra slijtage en problemen bij de scherpe bocht en helling op dat traject te vermijden.
Door technische wijzigingen aan het materieel en de aanschaf van een railreiniger konden de trams vervolgens tussen 1992 en 1998 zonder al te veel problemen blijven rijden.

## Opheffing
In de zomer van 1998 trad een technische storing op waarna het tramverkeer enige tijd werd overgenomen door een busje. In deze periode kwam het bestuur van het Bijbels Openlucht Museum tot het inzicht dat wegens ouderdom van vrijwilligers, materiaalslijtage en andere gedachten over veiligheid het verstandiger was het trambedrijf op te heffen. In 1999 werden de trams en de rails aan een handelaar verkocht. De voertuigen werden in 2019 nog aangetroffen in een loods van Hennie van der Most.